# یان راینوخ
یان راینوخ (چکی: Jan Rajnoch؛ زادهٔ ۳۰ سپتامبر ۱۹۸۱) بازیکن فوتبال اهل جمهوری چک بود.
از باشگاه‌هایی که در آن بازی کرده‌است می‌توان به باشگاه فوتبال آنکاراگوچو، باشگاه فوتبال بوهمیانس ۱۹۰۵، باشگاه فوتبال اسپارتا پراگ، باشگاه فوتبال ملادا بولسلاف، باشگاه فوتبال سیواس‌اسپور، باشگاه فوتبال انرژی کوتبوس، باشگاه ورزشی آدانا دمیرسپور، باشگاه فوتبال اسلوان لیبرتس، و باشگاه فوتبال سیگما اولوموتس اشاره کرد.
وی همچنین در تیم ملی فوتبال جمهوری چک بازی کرده‌است.